# Magyarszék, Baranya
Magyarszék este un sat în districtul Komló, județul Baranya, Ungaria, având o populație de 1.106 locuitori (2011). 

## Demografie
Componența etnică a satului Magyarszék
     Maghiari (85,64%)
     Germani (8,78%)
     Romi (4,12%)
     Necunoscut (1,46%)
     Alții (1,46%)
Componența confesională a satului Magyarszék
     Romano-catolici (55,24%)
     Fără religie (13,02%)
     Reformați (5,7%)
     Necunoscută (24,41%)
     Alte religii (2,17%)
Conform recensământului din 2011, satul Magyarszék avea 1.106 locuitori. Din punct de vedere etnic, majoritatea locuitorilor (85,64%) erau maghiari, existând și minorități de germani (8,78%) și romi (4,12%). Apartenența etnică nu este cunoscută în cazul a 1,46% din locuitori.  Din punct de vedere confesional, majoritatea locuitorilor (55,24%) erau romano-catolici, existând și minorități de persoane fără religie (13,02%) și reformați (5,7%). Pentru 24,41% din locuitori nu este cunoscută apartenența confesională.